# ژولیو سزار (بازیکن فوتبال، زاده ۱۹۵۶)
ژولیو سزار (پرتغالی: Júlio César؛ زادهٔ ۳ مارس ۱۹۵۶) بازیکن فوتبال اهل برزیل بود.
از باشگاه‌هایی که در آن بازی کرده‌است می‌توان به باشگاه فوتبال ریور پلاته، باشگاه ورزشی واسکو دوگاما، باشگاه فوتبال فلامینگو، باشگاه ورزشی فورتالزا، و باشگاه فوتبال گرمیو اشاره کرد.
وی همچنین در تیم ملی فوتبال برزیل بازی کرده‌است.